# Six Petites Filles en blanc
Pour plus de détails, voir Fiche technique et Distribution.
Six Petites Filles en blanc est un film français réalisé par Yvan Noé en zone libre, sorti en 1943.

## Synopsis
Le jour de son cinquantième anniversaire, Serge Charan, un grand industriel surchargé d'activités décide de tout quitter pour partir à l'aventure. Dans un train roulant vers la côte d'azur, il rencontre six jeunes filles regagnant leur pensionnat. Arrivés à destination, Serge Charan loue, sous un nom d'emprunt, une villa avec vue sur le jardin du pensionnat. Sa présence suscite des interrogations et l'intérêt des jeunes filles qui sont sensibles à son charme. Mais l'une d'elles, Simone, tombe tout à fait amoureuse et fugue du pensionnat.

## Fiche technique
- Titre original : Six Petites Filles en blanc
- Autres titres : 6 Petites Filles en blanc/Folle Jeunesse/Alerte au pensionnat/Six Jeunes Filles en blanc[1]
- Réalisateur : Yvan Noé
- Scénario : Yvan Noé
- Dialoguiste : Yvan Noé
- Décors : Jean Douarinou
- Photographie : Fred Langenfeld
- Monteur : Pierre Meurisse
- Musique : Roger Lucchesi
  - Compositeur de la musique : Yvan Noé
- Photographe de Plateau : Léo Mirkine
- Maquilleur : Hagop Arakelian
- Affichiste du film : Troy
- Société de production : France Productions
- Format : Son mono - Noir et blanc - 35 mm  - 1,37:1
- Genre :  Comédie sentimentale
- Durée : 95 minutes
- Dates de sortie à France : 
  - en province - 21 novembre 1942 (Vienne)[1]
  - à Paris - 21 juillet 1943

## Distribution
- Jean Murat : Serge Charan
- Janine Darcey : Simone
- Pierrette Caillol : Charlotte Charan
- Henri Guisol : Arsène
- Georges Alain : Alain
- Gisèle Alcée : Paulette
- Pierrette Vial : Nelly
- Mady Berry : Pauline
- Jacqueline Cartier : pensionnaire
- Francette Elise : Jacqueline
- Gaston Gabaroche : le jardinier
- Wall Kryser : danseur
- Monette Michel : Claudette
- René Noël : le laitier
- Cécile Page : pensionnaire
- Raymond Pellegrin : un jeune homme
- Pauline Carton
- Reda Caire : Le chanteur
- Lysiane Rey : Denise